# Malarani
Malarani (nepalski: मालारानी) – gaun wikas samiti w zachodniej części Nepalu w strefie Bheri w dystrykcie Surkhet. Według nepalskiego spisu powszechnego z 2001 roku liczył on 807 gospodarstw domowych i 4650 mieszkańców (2265 kobiet i 2385 mężczyzn).